# Anisodes argyromma
Anisodes argyromma är en fjärilsart som beskrevs av W. Warren 1896. Anisodes argyromma ingår i släktet Anisodes och familjen mätare. Inga underarter finns listade i Catalogue of Life.